# Quercus pontica
Quercus pontica är en bokväxtart som beskrevs av Karl Heinrich Koch. Quercus pontica ingår i släktet ekar, och familjen bokväxter. Inga underarter finns listade.

## Bildgalleri

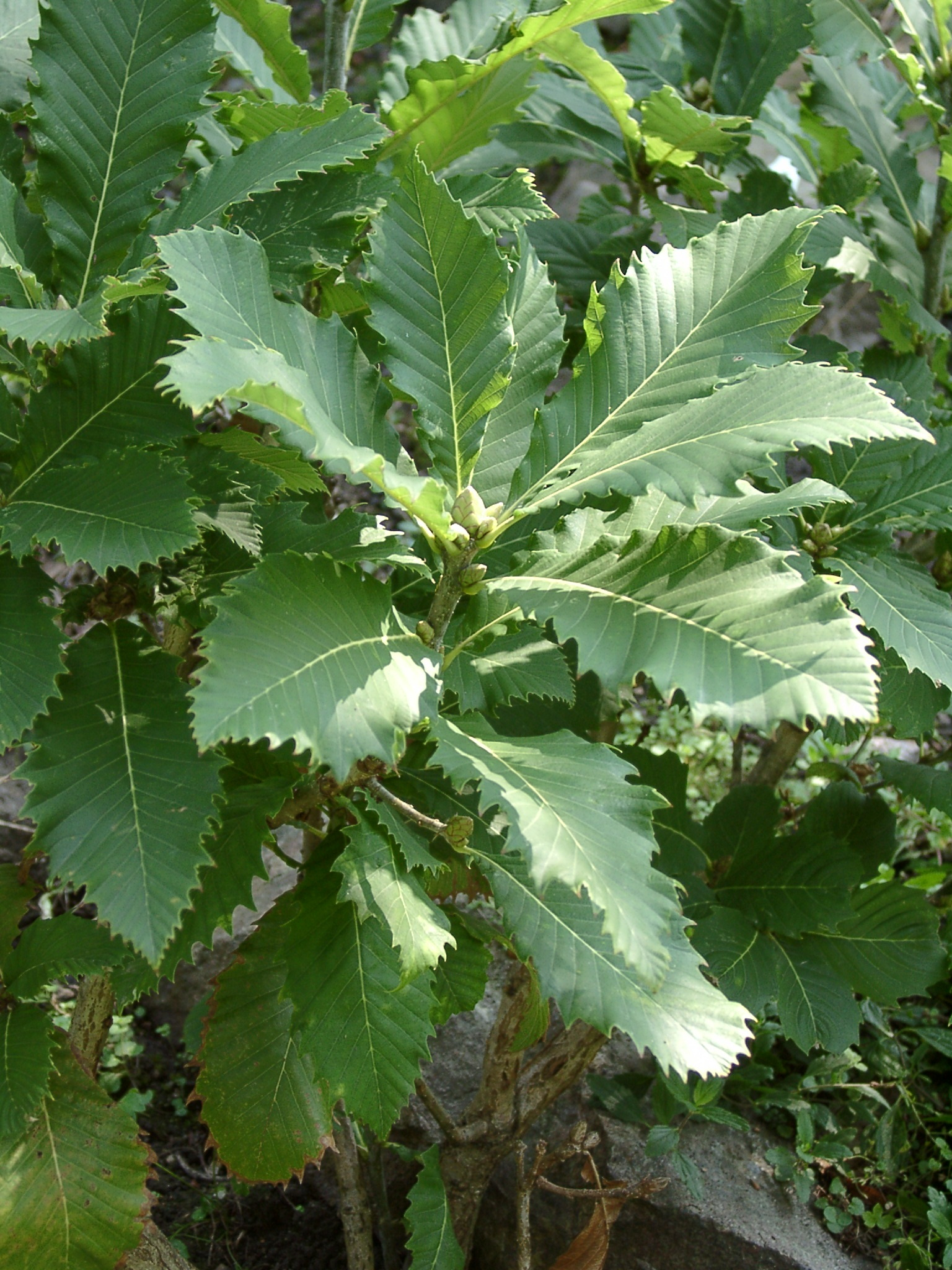
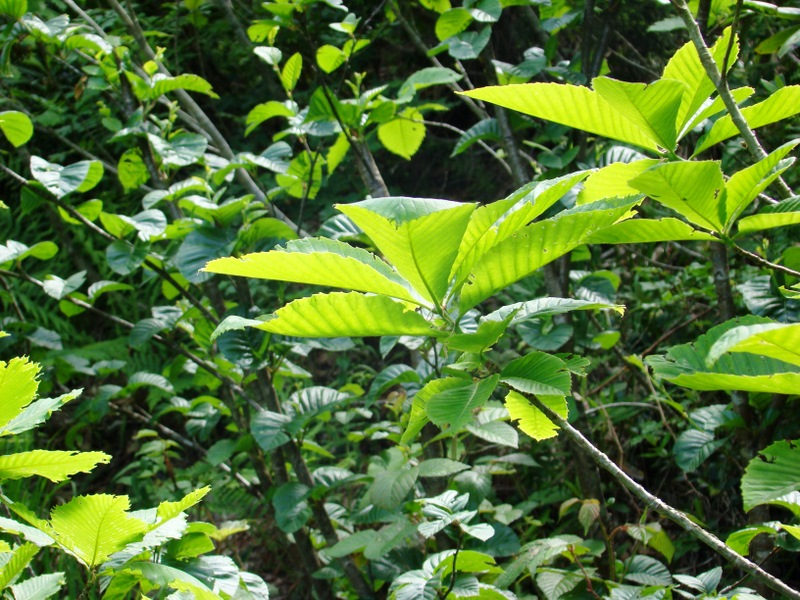
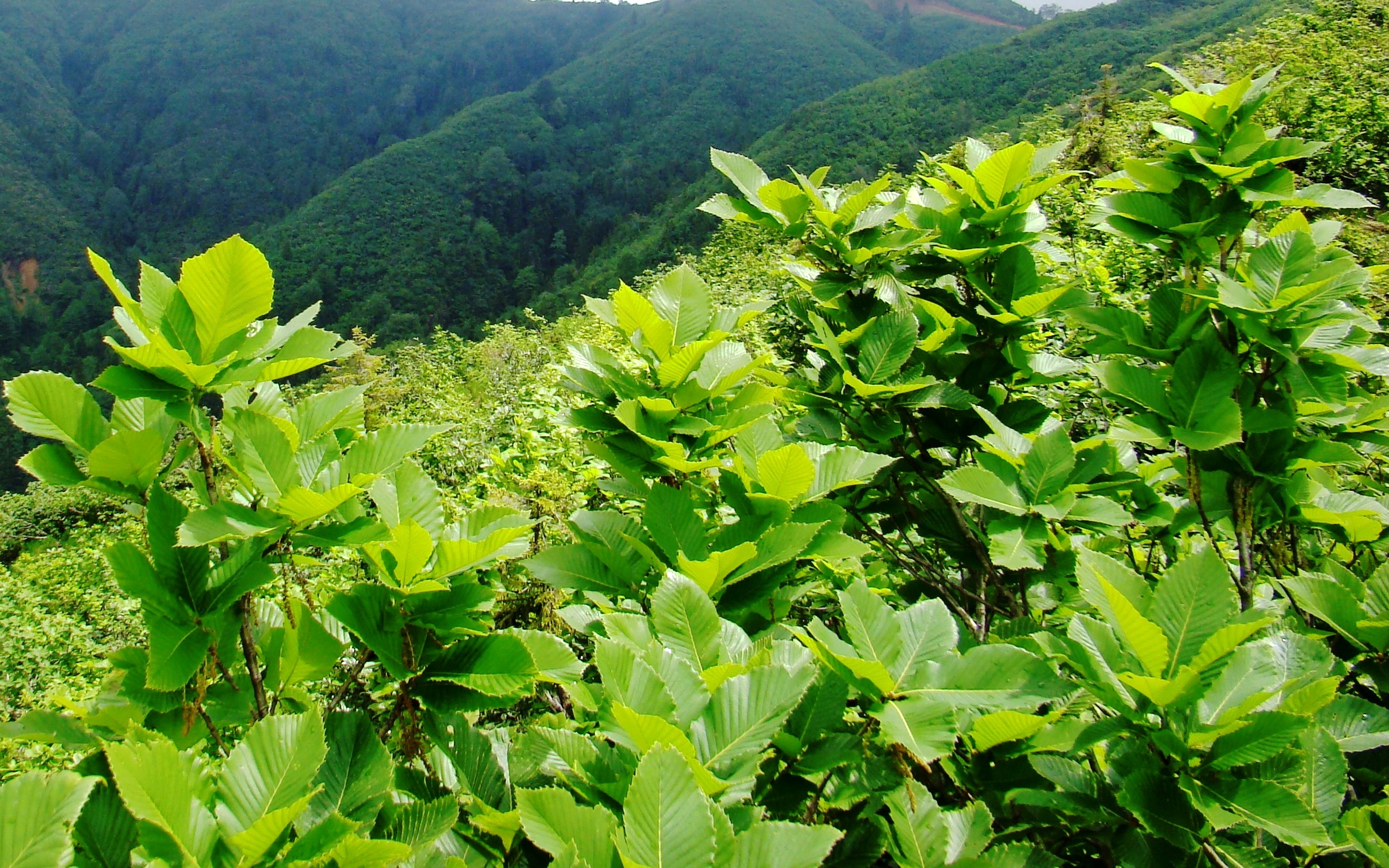
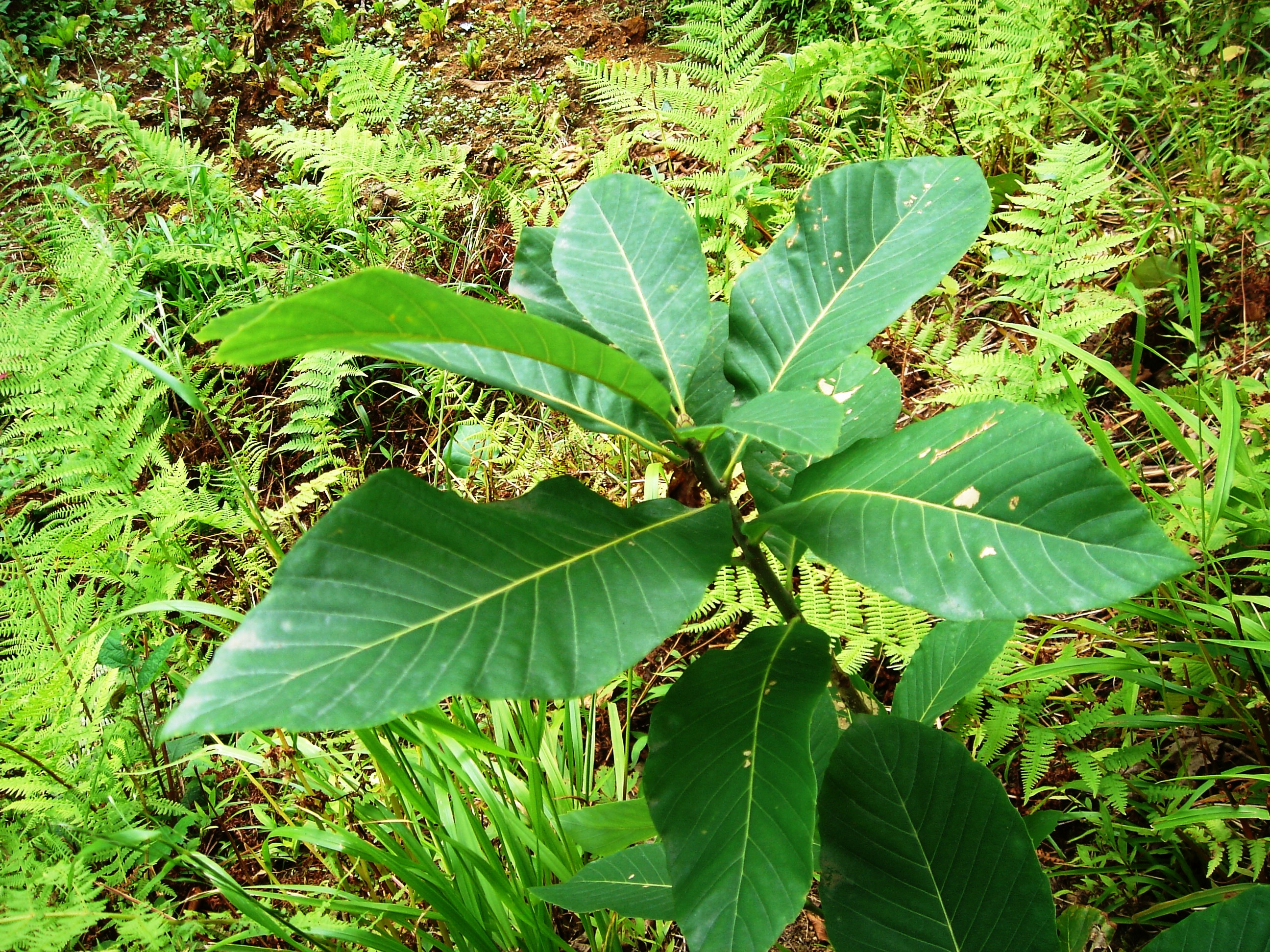
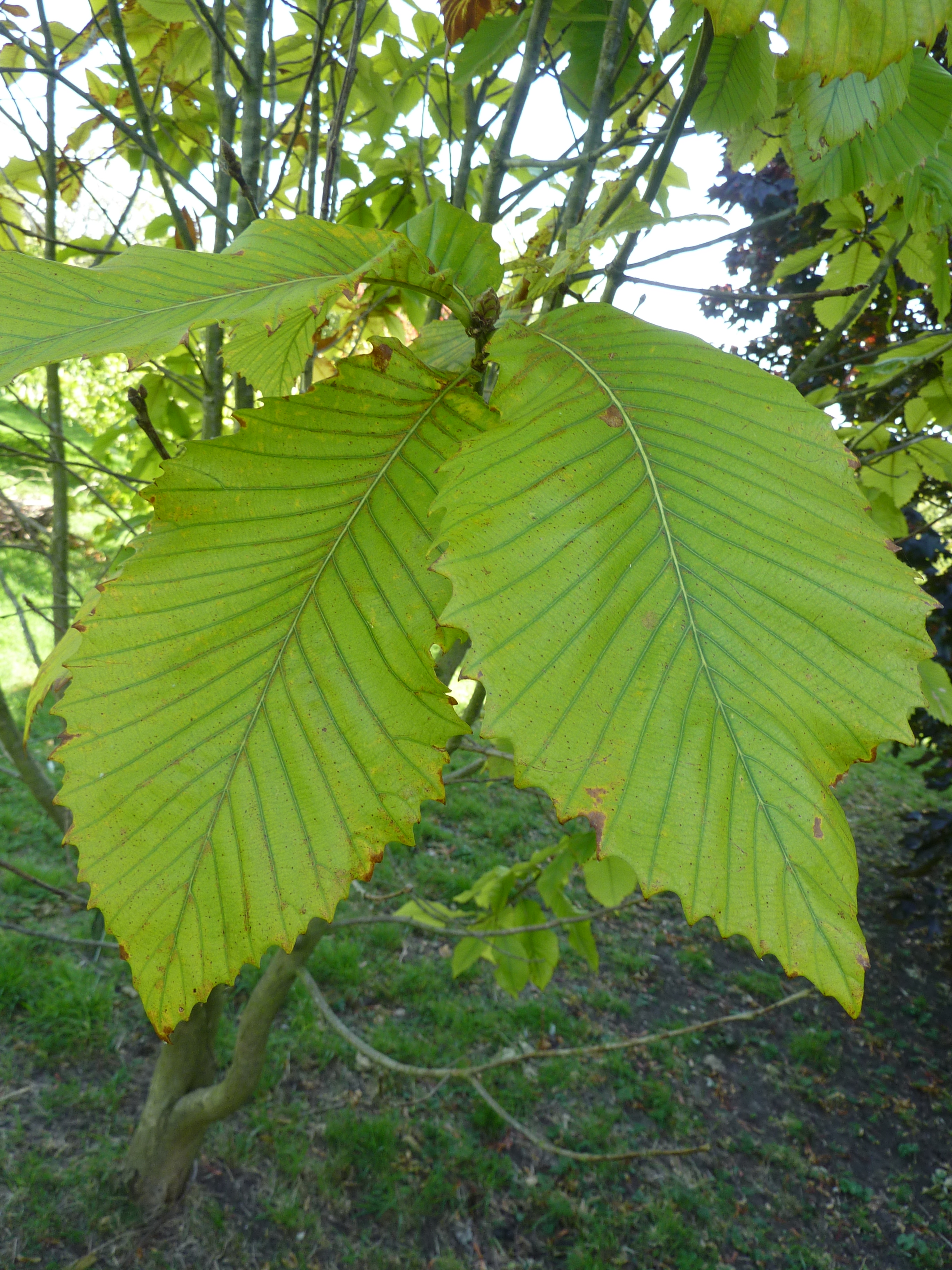
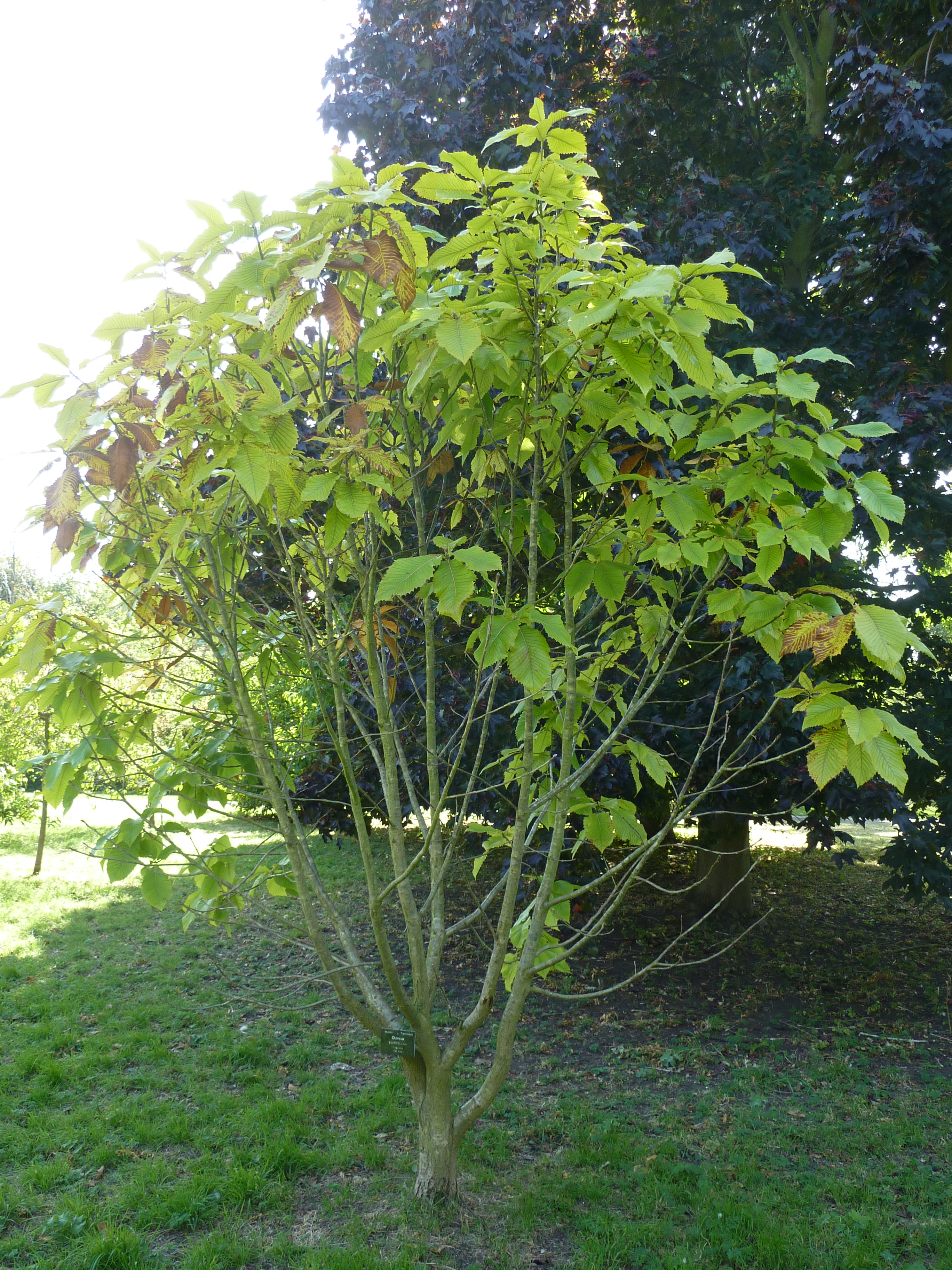